# Skøde (skibsterminologi)
 Denne artikel omhandler et reb på et sejlskib. Opslagsordet har også en anden betydning, se Skøde.
Et skøde er i skibsterminologi betegnelsen for en line, der bruges til at styre et sejls underkant, således at sejlet vinkles optimalt i forhold til vindens og bådens retning.
- https://www.boat.dk/skoede/

| Vandsport/vandtransport | Spire Denne vandsports- eller vandtransportsartikel er en spire som bør udbygges. Du er velkommen til at hjælpe Wikipedia ved at udvide den. |